# ケレン
ケレン（アラビア語:كرن）とは、エリトリア第二の都市。アンセバ地方の行政府所在地で、ビレン人の居住地域である。
人口は2005年の推計で86,483人。民族的にはチグレ人とビレン人が大多数を占める。高校は聖ヨセフ高校とケレン中等学校の二つが所在している。気候はステップ気候に属する。

## 歴史
ケレンはアスマラから延びるエリトリア鉄道によって発展してきた。現在はエリトリア鉄道のケレン方面への路線は廃止されている。この路線には再建の計画もある。また、第二次世界大戦やエリトリア独立戦争での戦場となっており、第二次世界大戦におけるケレンの戦いはよく知られている。

## 施設
観光地としては19世紀にエジプトによって建立されたチグ要塞や聖マリアム・デアリッツ教会等があり、その他にもバオバブの木や1930年代に建てられた鉄道駅、古いモスク、セイド・バクリ陵、イギリス陸軍とイタリア陸軍の共同墓地、市場、6世紀頃に建てられた洞窟内にあるデブレ・シナ僧院等がある。また、アスマラに多く建てられていることで知られるアール・デコ様式の建物もこの地には何棟か残っている。

## 姉妹都市
- ノルウェー・トロンヘイム